# Scarus collana
Scarus collana är en fiskart som beskrevs av Rüppell, 1835. Scarus collana ingår i släktet Scarus och familjen Scaridae. IUCN kategoriserar arten globalt som livskraftig. Inga underarter finns listade i Catalogue of Life.